# Impatiens shevaroyensis
Impatiens shevaroyensis är en balsaminväxtart som beskrevs av Bhaskar. Impatiens shevaroyensis ingår i släktet balsaminer, och familjen balsaminväxter. Inga underarter finns listade i Catalogue of Life.